# Vérandas Willems-Crelan
Vérandas Willems-Crelan war ein belgisches Radsportteam mit Sitz in Léglise.
Die Mannschaft wurde 2013 gegründet und nahm als Continental Team an den UCI Continental Circuits teil. Im Jahr 2016 erhielt die Mannschaft eine Lizenz als Professional Continental Team. Manager war Laurent Mars, der von den Sportlichen Leitern Joseph Boulton, Gautier De Winter und Jean-Luc Trevisani unterstützt wurde.
Betreibergesellschaft der Mannschaft war Sniper Cycling, die zum Ende der Saison 2018  mit Orange Cycling Team, dem Betreiber der Mannschaft Roompot-Nederlandse Loterij fusionierte. Der Kader für die Saison 2019 sollte aus Fahrern beider Teams bestehen. Das Ziel, den dreifachen Cyclocross-Weltmeister Wout van Aert an das Team zu binden scheiterte, nachdem die Union Cycliste Internationale van Aert freie Hand gab, trotz eines laufenden Vertrags bei Sniper Cycling für eine andere Mannschaft zu fahren.

## Saison 2018

### Erfolge in der UCI Europe Tour
In den Rennen der UCI Europe Tour Saison 2018 der UCI Europe Tour gelangen die nachstehenden Erfolge.
| Datum        | Rennen                           | Kat. | Fahrer        |
| ------------ | -------------------------------- | ---- | ------------- |
| 3. Februar   | 4. Etappe Étoile de Bessèges     | 2.1  | Sean De Bie   |
| 2. August    | 2. Etappe Dänemark-Rundfahrt     | 2.HC | Wout van Aert |
| 3. August    | 3. Etappe Dänemark-Rundfahrt     | 2.HC | Tim Merlier   |
| 5. August    | 5. Etappe Dänemark-Rundfahrt     | 2.HC | Tim Merlier   |
| 1.–5. August | Gesamtwertung Dänemark-Rundfahrt | 2.HC | Wout van Aert |

### Mannschaft
| Teamkader 2018                            | Teamkader 2018     | Teamkader 2018 | Teamkader 2018                        |
| Name                                      | Geburtsdatum       | Land           | Vorheriges Team                       |
| ----------------------------------------- | ------------------ | -------------- | ------------------------------------- |
| Sean De Bie                               | 3. Oktober 1991    | Belgien        | Lotto-Soudal (2017)                   |
| Mathias De Witte                          | 29. März 1993      | Belgien        | Cibel-Cebon (2017)                    |
| Stijn Devolder                            | 29. August 1979    | Belgien        | Trek-Segafredo (2016)                 |
| Huub Duyn                                 | 1. September 1984  | Niederlande    | Roompot-Oranje Peloton (2016)         |
| Senne Leysen                              | 18. März 1996      | Belgien        | Lotto-Soudal U23 (2017)               |
| Stijn Steels                              | 21. August 1989    | Belgien        | Sport Vlaanderen-Baloise (2017)       |
| Wout van Aert (1. Jan.–17. Sep.)          | 15. September 1994 | Belgien        | Crelan-Vastgoedservice (2016)         |
| Zico Waeytens                             | 29. September 1991 | Belgien        | Team Sunweb (2017)                    |
| Dries De Bondt                            | 4. Juli 1991       | Belgien        | Verandas Willems (2016)               |
| Stan Godrie                               | 9. Januar 1993     | Niederlande    | Rabobank Development (2016)           |
| Aidis Kruopis                             | 26. Oktober 1986   | Litauen        | Verandas Willems (2016)               |
| Arjen Livyns (1. Mär.–31. Dez.)           | 1. September 1994  | Belgien        | Pauwels Sauzen-Vastgoedservice (2017) |
| Tim Merlier                               | 30. Oktober 1992   | Belgien        | Crelan-Vastgoedservice (2016)         |
| David Tanner                              | 30. September 1984 | Australien     | IAM Cycling (2016)                    |
| Elias Van Breussegem                      | 10. April 1992     | Belgien        | Verandas Willems (2016)               |
| Michael Goolaerts (1. Jan.–9. Apr., Anm.) | 24. Juli 1994      | Belgien        | Lotto-Soudal U23 (2016)               |
|                                           |                    |                |                                       |
| Quelle: ProCyclingStats                   |                    |                |                                       |

Anmerkung: Michael Goolaerts, starb an den Folgen eines Rennunfalls

## Saison 2017

### Erfolge in der UCI Europe Tour
In den Rennen der UCI Europe Tour Saison 2017 der UCI Europe Tour gelangen die nachstehenden Erfolge.
| Datum      | Rennen                   | Kat. | Fahrer         |
| ---------- | ------------------------ | ---- | -------------- |
| 11. Juni   | Ronde van Limburg        | 1.1  | Wout van Aert  |
| 18. Juni   | Bruges Cycling Classic   | 1.1  | Wout van Aert  |
| 19. Juli   | Grand Prix Pino Cerami   | 1.1  | Wout van Aert  |
| 30. Juli   | Rad am Ring              | 1.1  | Huub Duyn      |
| 20. August | Grote Prijs Jef Scherens | 1.1  | Timothy Dupont |

### Abgänge – Zugänge
| Zugänge                             | Team 2016                               | Abgänge           | Team 2017                                       |
| ----------------------------------- | --------------------------------------- | ----------------- | ----------------------------------------------- |
| Stijn Devolder                      | Trek-Segafredo                          | Gianni Vermeersch | Unbekannt                                       |
| Wout van Aert                       | Crelan-Vastgoedservice Continental Team | Jan Ghyselinck    | Karriereende                                    |
| Stan Godrie                         | Rabobank Development Team               | Tim De Troyer     | Unbekannt                                       |
| Gaëtan Bille                        | Wanty-Groupe Gobert                     | Joeri Calleeuw    | Roubaix Lille Métropole                         |
| Huub Duyn                           | Roompot Oranje Peloton                  | Brecht Dhaene     | Pauwels sauzen-Vastgoedservice Continental Team |
| Jappe Jaspers                       | Neoprofi                                | Jari Verstraeten  | Unbekannt                                       |
| Tim Merlier                         | Crelan-Vastgoedservice Continental Team | Didier Bats       | Unbekannt                                       |
| Otto Vergaerde                      | Topsport Vlaanderen-Baloise             |                   |                                                 |
| Michael Goolaerts († 8. April 2018) | Lotto Soudal U23                        |                   |                                                 |

### Mannschaft
| Teamkader 2017                                             | Teamkader 2017     | Teamkader 2017 | Teamkader 2017                      |
| Name                                                       | Geburtsdatum       | Land           | Vorheriges Team                     |
| ---------------------------------------------------------- | ------------------ | -------------- | ----------------------------------- |
| Gaëtan Bille                                               | 6. April 1988      | Belgien        | Wanty-Groupe Gobert (2016)          |
| Sander Cordeel                                             | 7. November 1987   | Belgien        | Verandas Willems (2016)             |
| Dries De Bondt                                             | 4. Juli 1991       | Belgien        | Verandas Willems (2016)             |
| Stijn Devolder                                             | 29. August 1979    | Belgien        | Trek-Segafredo (2016)               |
| Timothy Dupont                                             | 1. November 1987   | Belgien        | Verandas Willems (2016)             |
| Huub Duyn                                                  | 1. September 1984  | Niederlande    | Roompot-Oranje Peloton (2016)       |
| Stan Godrie                                                | 9. Januar 1993     | Niederlande    | Rabobank Development (2016)         |
| Michael Goolaerts                                          | 24. Juli 1994      | Belgien        | Lotto-Soudal U23 (2016)             |
| Jappe Jaspers                                              | 1. September 1998  | Belgien        | IKO Enertherm-BKCP (2016)           |
| Aidis Kruopis                                              | 26. Oktober 1986   | Litauen        | Verandas Willems (2016)             |
| Tim Merlier                                                | 30. Oktober 1992   | Belgien        | Crelan-Vastgoedservice (2016)       |
| Christophe Prémont                                         | 22. November 1989  | Belgien        | Verandas Willems (2016)             |
| Wout van Aert                                              | 15. September 1994 | Belgien        | Crelan-Vastgoedservice (2016)       |
| Elias Van Breussegem                                       | 10. April 1992     | Belgien        | Verandas Willems (2016)             |
| Stef Van Zummeren                                          | 20. Dezember 1991  | Belgien        | Verandas Willems (2016)             |
| Otto Vergaerde                                             | 15. Juli 1994      | Belgien        | Topsport Vlaanderen-Baloise (2016)  |
| David Tanner (1. Jul.–31. Dez.)                            | 30. September 1984 | Australien     | IAM Cycling (2016)                  |
| Arjen Livyns (1. Aug.–31. Dez., Stagiaire)                 | 1. September 1994  | Belgien        | VL Technics-Experza-Abutriek (2016) |
| Lennert Teugels (1. Aug.–31. Dez., Stagiaire)              | 9. April 1993      | Belgien        | Profel United (2017)                |
|                                                            |                    |                |                                     |
| Quellen: ProCyclingStats Cycling Quotient Cycling Archives |                    |                |                                     |

## Platzierungen in UCI-Ranglisten
UCI Asia Tour
| Saison    | Mannschaftswertung | Fahrerwertung        |
| --------- | ------------------ | -------------------- |
| 2013-2015 | -                  | -                    |
| 2016      | 75.                | Aidis Kruopis (294.) |

UCI Europe Tour
| Saison | Mannschaftswertung | Fahrerwertung          |
| ------ | ------------------ | ---------------------- |
| 2013   | 80.                | Olivier Pardini (392.) |
| 2014   | 35.                | Gaëtan Bille (54.)     |
| 2015   | 5.                 | Dimitri Claeys (3.)    |
| 2016   | 7.                 | Timothy Dupont (2.)    |
| 2017   | 8.                 | Wout van Aert (11.)    |
| 2018   | 12.                | Sean De Bie (38.)      |